# Sociedade Internacional de AIDS
A Sociedade Internacional de AIDS (International AIDS Society em inglês) conhecida como IAS, é a maior associação mundial de profissionais do vírus da inmunodeficiencia humana, com membros em mais de 190 países que trabalham em todas as frentes como a resposta mundial ao HIV e à AIDS. A IAS é também o administrador de duas conferências sobre o tema mais prestigiosas do mundo; a Conferência Internacional sobre o Aids e a Conferência sobre Patogénesis; tratamento e prevenção.

## História
Foi fundada em Estocolmo no ano 1988 durante a IV Conferência Internacional sobre o Aids, fixando a sede na capital sueca. Em 2004 reestruturou-se sua organização, aumentando sua quantidade de empregados e transladando sua sede a Genebra para fortalecer seus vínculos com outras organizações internacionais, principalmente a Organização Mundial da Saúde.

### Presidentes
A direcção da Sociedade recai sobre um Presidente que é eleito durante a Conferência Internacional sobre o Aids, com um mandato de 2 anos e que pode ser reeleito sucessivamente uma vez. Actualmente Sharon Lewis exerce o cargo. Beatriz Grinsztejn, pesquisadora do Instituto Nacional de Infectologia Evandro Chagas (INI/Fiocruz) foi eleita para exercer o cargo no período 2024-2026.
| Nome                     | País           | Mandato   |
| Lars Kallings            | Suécia         | 1988—1990 |
| Paul Volberding          | Estados Unidos | 1990—1992 |
| Peter Piot               | Bélgica        | 1992—1994 |
| David A. Cooper          | Austrália      | 1994—1998 |
| Mark Wainberg            | Canadá         | 1998—2000 |
| Stefano Vella            | Itália         | 2000—2002 |
| Joep Lange               | Países Baixos  | 2002—2004 |
| Helene Gayle             | Estados Unidos | 2004—2006 |
| Pedro Cahn               | Argentina      | 2006—2008 |
| Julio Montaner           | Argentina      | 2008—2010 |
| Elly Katabira            | Uganda         | 2010—2012 |
| Françoise Barré-Sinoussi | França         | 2012—2014 |
| Chris Beyrer             | Estados Unidos | 2014—2016 |
| Linda-Gail Bekker        | Zimbabwe       | 2016–2018 |
| Anton Pozniak            | Reino Unido    | 2018–2020 |
| Sharon Lewin             | Austrália      | 2022-2024 |
| Beatriz Grinsztejn       | Brasil         | 2024-2026 |
| ------------------------ | -------------- | --------- |

## Conferência Internacional sobre o Aids
Desde 1985 levaram-se a cabo conferências mundiais anuais sobre o VHI/Aids para informar os dados, recentes esforços e avanços na luta contra a doença. Em 1988 a recém criada IAS assumiu o compromisso de organizá-las a partir do ano seguinte e em 1994 decidiu realizá-las a cada dois anos.
A Conferência Internacional sobre o Aids é a maior reunião regular de experientes, que proporciona um foro para a interacção da ciência, a comunidade, a liderança e o fortalecimento de uma política baseada na evidência e as respostas programáticas à pandemia. As conferências também permitem uma oportunidade para intensificar os compromissos políticos e financeiros por causa do Aids, e incluem o maior programa de bolsas contra a doença.
| Edição | Sede             | País           | Lema                                          | Ano  |
| I      | Atlanta          | Estados Unidos | —                                             | 1985 |
| II     | Paris            | França         | —                                             | 1986 |
| III    | Washington D. C. | Estados Unidos | —                                             | 1987 |
| IV     | Estocolmo        | Suécia         | —                                             | 1988 |
| V      | Montreal         | Canadá         | O repto científico e social do AIDS           | 1989 |
| VI     | San Francisco    | Estados Unidos | AIDS nos 90's: da ciência à política          | 1990 |
| VII    | Florença         | Itália         | Ciência ao desafiante AIDS                    | 1991 |
| VIII   | Amesterdão       | Países Baixos  | Um mundo unido contra o AIDS                  | 1992 |
| IX     | Berlim           | Alemanha       | —                                             | 1993 |
| X      | Yokohama         | Japão          | O desafio mundial do AIDS: Juntos pelo futuro | 1994 |
| XI     | Vancouver        | Canadá         | Um mundo, uma esperança                       | 1996 |
| XII    | Genebra          | Suíça          | Fechando a brecha                             | 1998 |
| XIII   | Durban           | África do Sul  | Rompendo o silêncio                           | 2000 |
| XIV    | Barcelona        | Espanha        | Conhecimento e compromisso para a acção       | 2002 |
| XV     | Bangkok          | Tailândia      | Acesso para todos                             | 2004 |
| XVI    | Toronto          | Canadá         | É tempo de cumprir                            | 2006 |
| XVII   | Cidade de México | México         | Acção universal agora                         | 2008 |
| XVIII  | Viena            | Austrália      | Direitos aqui e agora                         | 2010 |
| XIX    | Washington D. C. | Estados Unidos | Juntos mudando o rumo                         | 2012 |
| XX     | Melbourne        | Austrália      | Intensificar o ritmo                          | 2014 |
| XXI    | Durban           | África do Sul  | Direitos de acesso equitativo já              | 2016 |
| XXII   | Amesterdão       | Países Baixos  | Derrubando barreiras, construindo pontes      | 2018 |
| XXIII  | Virtualmente     | Mundo          | —                                             | 2020 |
| XXIV   | Montreal         | Canadá         | —                                             | 2022 |
| XXIV   | Munique          | Alemanha       | —                                             | 2024 |
| ------ | ---------------- | -------------- | --------------------------------------------- | ---- |